# Friedrich Christian Heinrich Schönheit

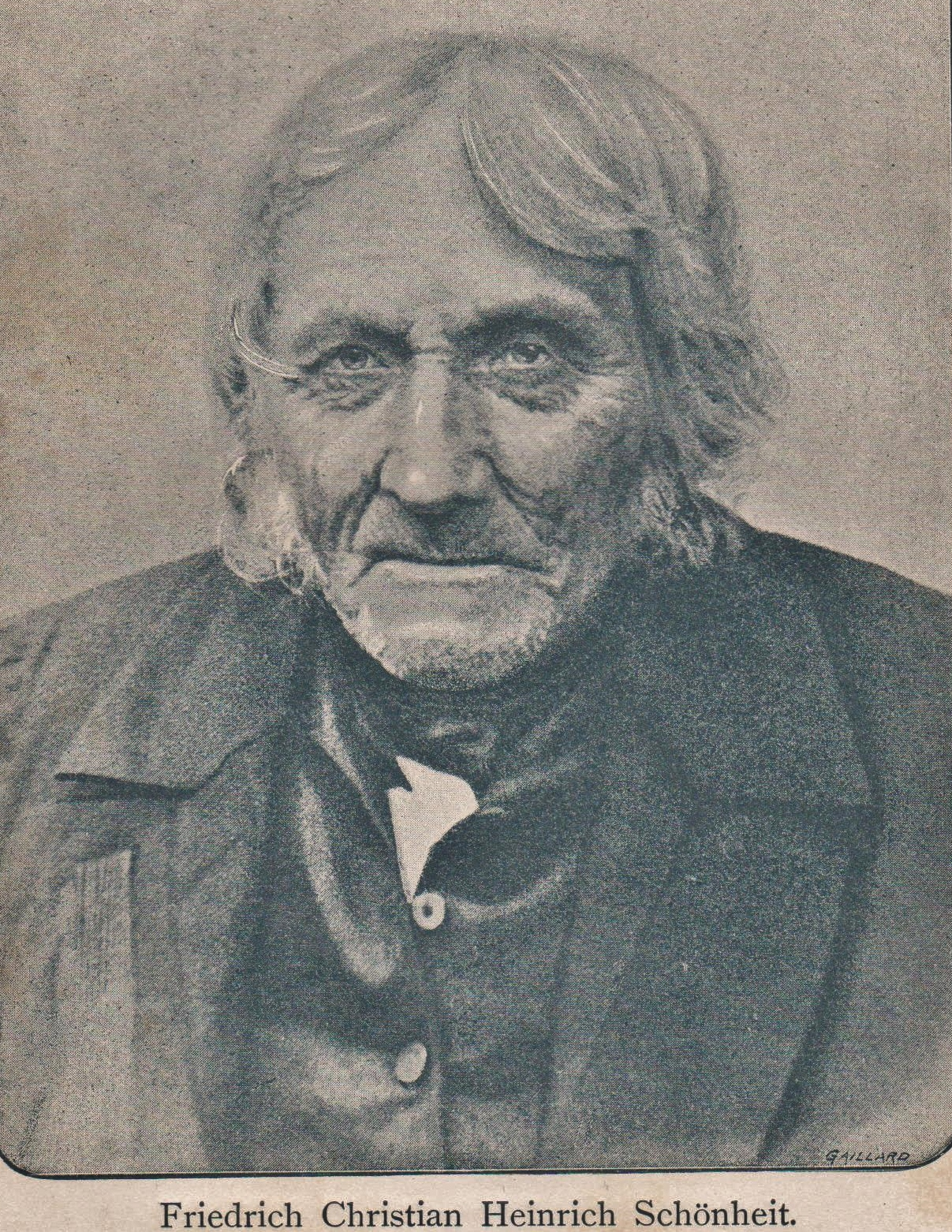

Friedrich Christian Heinrich Schönheit (* 18. September 1789 in Teichröda, Thüringen; † 28. April 1870 in Singen, Thüringen) war ein evangelischer Geistlicher sowie Botaniker. Sein botanisches Autorenkürzel lautet „Schönh.“.

## Leben
Friedrich Christian Heinrich Schönheit war ein Sohn des Pastors Johann Georg Schönheit und dessen Ehefrau Johanna Henriette Wohlfahrt. Seinen ersten Unterricht erhielt Schönheit durch seinen Vater, der zu dieser Zeit Pastor in Teichröda war und besuchte anschließend bis 1808 das Gymnasium in Rudolstadt. Von 1808 bis 1810 studierte er Theologie an der Universität Jena; meistenteils bei den Professoren Johann Philipp Gabler, Johann Christian Augusti und Johann Justus Griesbach. Später besuchte Schönheit aber auch die naturwissenschaftlichen (meist botanischen) Seminare der Professoren Friedrich Sigmund Voigt (Direktor des botanischen Gartens zu Jena) und Christian Gottfried Gruner.
Nach erfolgreicher Beendigung seines Theologiestudiums bekam Schönheit 1815 eine Anstellung als Substitut bei seinem Vater in Teichröda. Nach dessen Tod im Jahr 1816 übernahm er als Pastor dessen Pfarrstelle. Nach Beendigung des Trauerjahres heiratete er Wilhelmine Elisabeth Eichhorn. Mit dieser hatte er neun Kinder, von denen zwei bereits im Kindbett starben.
Zehn Jahre später wechselte Schönheit auf die Pfarrstelle in Singen mit den Filialdörfern Gösselborn, Hengelbach und Paulinzella. Ab 1833 stand er dem Botanischen Tauschverein für Deutschland vor und wirkte auch lange Zeit als Schriftführer des Landwirthschaftlichen Vereins Paulinzella. Immer noch botanisch interessiert, war er 1842 maßgeblich an der Gründung der Vereinigung der Botaniker Thüringens beteiligt. Zusammen mit Johann Jakob Bernhardi leitete er am 8. Juni 1842 die konstituierende Sitzung in Erfurt.
Schönheit verfasste einige naturwissenschaftliche sowie theologische und populärwissenschaftliche Schriften. Sein Taschenbuch der Flora Thüringens, mit dem er auf die Arbeiten von Wilhelm Daniel Joseph Koch aufbaute, gilt als sein Hauptwerk.
Er korrespondierte mit Gelehrten im gesamten deutschsprachigen Raum und war Mitglied und Ehrenmitglied zahlreicher naturwissenschaftlicher Vereine wie zum Beispiel der Regensburger botanischen Gesellschaft, der Naturforschenden Gesellschaft zu Meiningen und anderen.
Während der Märzrevolution wählte man Schönheit als Abgeordneten in den Außerordentlichen Landtag von Schwarzburg-Rudolstadt. Er wirkte wesentlich in mehreren Ausschüssen mit und nahm Einfluss auf wichtige Entscheidungen, darunter das Wahlgesetz für das Fürstentum.
Am 28. April 1870 starb Pastor Friedrich Schönheit im Alter von über 80 Jahren. Seine Grabrede hielt Bernhard Hergt aus Weimar.

## Ehrungen
- Ehrenkreuz von Schwarzburg, Schwarzburgischer Hausorden II. Klasse

## Werke (Auswahl)
- Fingerzeige für junge Geistliche bei ihrem Übertritt in das Landpredigerleben. 1840
- Der sich selbst belehrende Forstbotaniker. 1851.
- Taschenbuch der Flora Thüringens. Rudolstadt 1850; Nachdruck: Weissendorn-Verlag, Jena 2006, ISBN 3-936055-51-3
- Wunder der Thierwelt. 1837